# Buckners Corner
Buckners Corner ist ein gemeindefreier bewohnter Ort („populated place“) im Rappahannock County im US-Bundesstaat Virginia.
Der Ort liegt im Südwesten des Countys. Verkehrlich erschlossen ist der Ort durch die State Route 231.